# 마일라 누르미
마일라 누르미(Maila Nurmi, 1922년 12월 11일 ~ 2008년 1월 10일)는 미국의 배우이다.

## 같이 보기
- 카산드라 피터슨